# Lucy Lawless
Lucy Lawless (szül. Lucille Francis Ryan, Mount Albert, Auckland, 1968. március 29. –) Szaturnusz-díjas új-zélandi színésznő.

## Élete és pályafutása

Lucy Lawless Xenaként

Származását tekintve ír. Egy időben tanult operaéneklést is, de felhagyott vele, mivel úgy érezte, nem volt meg benne az az elhivatottság, ami ehhez kell. Középiskolájában számos színdarabban játszott, tetszett neki a színészkedés. Később az Aucklandi Egyetemen tanult olaszt, franciát és németet egy évig. Otthagyta az iskolát, barátjával beutazták Svájcot és Németországot. Amikor elfogyott a pénzük, Ausztráliába mentek, ahol egy aranybányában kezdtek el dolgozni. Lucy itt mintákat bányászott, de még teherautót is vezetett.
1988-ban barátjával Garth Lawlessel Ausztráliában összeházasodott, majd Új-Zélandra költöztek. Már itt született Daisy nevű lánya. 1989-ben megnyerte az Új-Zéland legszebb asszonya versenyt , ezután színésznői karrierbe kezdett. A kezdetekben számtalan reklámban szerepelt. Később családjával Kanadába költözött, itt a William Davis Center for Actors Studyba járt. Tanulmányai után 1992-ben visszatért Új-Zélandra.
Sok tv- és filmprodukcióban szerepelt, de a közönség A Rainbow Warrior elsüllyesztése és a Herkules és az amazonok című filmben ismerhette meg.
Xena szerepére először Vanessa Angel színésznőt szánták, ő a forgatások kezdete előtt megbetegedett, így Lucy játszotta el Xenát (őt találták a legalkalmasabbnak erre a szerepre). Xena szerepével Lucy elindult a népszerűség és a híresség útján: 1995-ben elkezdték forgatni a Xena, a harcos hercegnő c. filmsorozatot, amelyért 1997-ben megkapta a legjobb televíziós filmszínésznő díját.
2001-ben felkérték az X-akták producerei Lucyt, hogy szerepeljen a sorozatban. Lucy két epizódra írta alá a szerződést. 2002-ben vállalt egy kis szerepet a Pókember című filmben, amiben egy rorckerlányt alakít. 2003-ban a Tarzan című kalandfilmsorozatban is láthattuk. 2004-ben az Eurotúra című amerikai-cseh vígjátékban a Holland Vandersexx klub fő csábítóját alakítja. 2005-ben szerepelt a Boogeyman című amerikai horrorfilmben, valamint a Rajzás – A pusztítás napja című amerikai katasztrófafilmben. 2005-től a Csillagközi romboló című amerikai akció – sci-fi-sorozatban is szerepel. 2006-ban részt vett az amerikai Celebrity Duets című show-műsorban, ahol többek között a következő világhírű énekesekkel is énekelt: Bonnie Tylerrel, Smokey Robinsonnal és Richard Marxszal. 2008-ban hangilag két animációs filmben is szerepelt (DragonLance, Justice League) és új filmet forgatott Adam Sandlerrel, Guy Pearce-szel és Courteney Coxszal (Esti mesék).
2009-ben a Bitch Slap című akciófilmben szerepel, amit Rick Jacobson rendezett. 2010-ben a Spartacus: Vér és homok c. sorozatban megkapta az egyik főszerepet, majd annak előzménysorozatában, a Spartacus: Az aréna istenei-ben is szerepelt. A sorozat második évadában, a Spartacus: Vér és homok-ban is ő volt az egyik főszereplő.
2012-ben Greenpeace aktivistaként írt nyílt levelet unokáinak, melyben kinyilvánítja környezetvédelmi elkötelezettségét.

## Filmográfia

### Film
| Év   | Magyar cím                          | Eredeti cím                                        | Szerep                | Magyar hang    |
| ---- | ----------------------------------- | -------------------------------------------------- | --------------------- | -------------- |
| 1990 |                                     | Within the Law (rövidfilm)                         | Verity                |                |
| 1990 |                                     | A Bitter Song (rövidfilm)                          | nővér                 |                |
| 1991 |                                     | The End of the Golden Weather                      | Joe barátnője         |                |
| 1996 |                                     | Peach (rövidfilm)                                  | Peach                 |                |
| 1997 |                                     | Hercules & Xena: Wizards of the Screen (rövidfilm) | Xena                  |                |
| 1998 | Hercules és Xena: Harc a Titánokkal | Hercules and Xena – The Animated Movie             | Xena (hangja)         |                |
| 2000 | Farkasvér                           | Ginger Snaps                                       | iskolai bemondó       |                |
| 2002 | Pókember                            | Spider-Man                                         | punk-rock lány        |                |
| 2004 | Eurotúra                            | EuroTrip                                           | Madame Vandersexxx    | Fésűs Bea      |
| 2005 | Boogeyman                           | Boogeyman                                          | Mary Jensen           | Hirling Judit  |
| 2006 |                                     | The Darkroom                                       | Cheryl                |                |
| 2008 | DragonLance krónikák                | Dragonlance: Dragons of Autumn Twilight            | Goldmoon (hangja)     | Peller Mariann |
| 2008 | Az Igazság Ligája – Az új küldetés  | Justice League: The New Frontier                   | Wonder Woman (hangja) | Czirják Csilla |
| 2008 | Esti mesék                          | Bedtime Stories                                    | Aspen                 | Létay Dóra     |
| 2009 |                                     | Bitch Slap                                         | főapáca               |                |
| 2010 |                                     | Lez Chat (rövidfilm)                               | építőmunkás           |                |
| 2019 |                                     | Mosley                                             | Bera (hangja)         |                |
| 2021 |                                     | The Spine of Night                                 | Tzod (hangja)         |                |
| 2022 | Minyonok: Gru színre lép            | Minions: The Rise of Gru                           | Apálca (hangja)       | Spilák Klára   |

### Televízió
| Év        | Magyar cím                       | Eredeti cím                              | Szerep                           | Megjegyzések                                                                             |
| --------- | -------------------------------- | ---------------------------------------- | -------------------------------- | ---------------------------------------------------------------------------------------- |
| 1989      |                                  | Funny Business                           | több szereplő                    |                                                                                          |
| 1990      |                                  | Shark in the Park                        | Kim Hughes                       | 1 epizód                                                                                 |
| 1991      |                                  | For the Love of Mike                     | Helen                            | 1 epizód                                                                                 |
| 1992      | Ray Bradbury színháza            | The Ray Bradbury Theater                 | Liddy Barton                     | 1 epizód                                                                                 |
| 1993      | Fekete Villám kalandjai          | The New Adventures of the Black Stallion | Sarah McFee                      | 1 epizód                                                                                 |
| 1993      | A Rainbow Warrior elsüllyesztése | The Rainbow Warrior                      | Jane Redmond                     | tévéfilm                                                                                 |
| 1993      |                                  | Typhon's People                          | Mink Tertius                     | tévéfilm                                                                                 |
| 1994–1995 | Parti nyomozók                   | High Tide                                | beépített rendőrnő / Sharon List | 3 epizód                                                                                 |
| 1994      | Herkules és az amazonok          | Hercules and the Amazon Women            | Lysia                            | - tévéfilm - magyar hangja: - Mezei Kitty                                                |
| 1995–1998 | Herkules                         | Hercules: The Legendary Journeys         | Xena / Lyla                      | - nyolc epizód - magyar hangja: - Juhász Judit                                           |
| 1995–2001 | Xena: A harcos hercegnő          | Xena: Warrior Princess                   | Xena                             | - főszereplő - magyar hangja: - Tátrai Zita (1-5. évad) - Agócs Judit (6. évad)[forrás?] |
| 1998      | Saturday Night Live              | Saturday Night Live                      | önmaga (házigazda)               | 1 epizód                                                                                 |
| 1999      | A Simpson család                 | The Simpsons                             | önmaga / Xena (hangja)           | 1 epizód                                                                                 |
| 2000      |                                  | Celebrity Deathmatch                     | önmaga (hangja)                  | 1 epizód                                                                                 |
| 2001      | Divatalnokok                     | Just Shoot Me!                           | Stacy                            | 1 epizód                                                                                 |
| 2001      | X-akták                          | The X-Files                              | Shannon McMahon                  | 2 epizód                                                                                 |
| 2003      |                                  | Tarzan                                   | Kathleen Clayton                 | visszatérő szereplő (7 epizód)                                                           |
| 2003      |                                  | Warrior Women with Lucy Lawless          | önmaga                           | 5 epizód                                                                                 |
| 2004      |                                  | Less than Perfect                        | Tracy Fletcher                   | 1 epizód                                                                                 |
| 2005      | Két pasi – meg egy kicsi         | Two and a Half Men                       | Pamela                           | - 1 epizód - magyar hangja:[forrás?] - Oláh Orsolya                                      |
| 2005      | Rajzás – A pusztítás napja       | Locusts                                  | Maddy Rierdon                    | - tévéfilm - magyar hangja:[forrás?] - Hámori Eszter                                     |
| 2005      |                                  | Vampire Bats                             | Maddy Rierdon                    | tévéfilm                                                                                 |
| 2005–2009 | Csillagközi romboló              | Battlestar Galactica                     | D'Anna Biers                     | visszatérő szereplő (16 epizód)                                                          |
| 2006      | Veronica Mars                    | Veronica Mars                            | Morris ügynök                    | 1 epizód                                                                                 |
| 2007      | Minden lében négy kanál          | Burn Notice                              | Evelyn                           | 1 epizód                                                                                 |
| 2007      | Félig üres                       | Curb Your Enthusiasm                     | önmaga                           | 1 epizód                                                                                 |
| 2007      |                                  | Football Wives                           | Tanya Austin                     | eladatlan próbaepizód                                                                    |
| 2008      | CSI: Miami helyszínelők          | CSI: Miami                               | Audrey Yates                     | 1 epizód                                                                                 |
| 2009      | L                                | The L Word                               | Marybeth Duffy őrmester          | 2 epizód                                                                                 |
| 2009      | Slágermájerek                    | Flight of the Conchords                  | Paula                            | 1 epizód                                                                                 |
| 2009      | A halál angyala                  | Angel of Death                           | Vera                             | 1 epizód                                                                                 |
| 2010–2012 | Spartacus: Vér és homok          | Spartacus: Blood and Sand                | Lucretia                         | - főszereplő - magyar hangja:[forrás?] - Orosz Anna                                      |
| 2011      | Spartacus: Az aréna istenei      | Spartacus: Gods of the Arena             | Lucretia                         | - főszereplő - magyar hangja:[forrás?] - Orosz Anna                                      |
| 2011      | Amerikai fater                   | American Dad!                            | Stacy (hangja)                   | 1 epizód                                                                                 |
| 2011      |                                  | No Ordinary Family                       | Helen Burton                     | 4 epizód                                                                                 |
| 2012–2014 | Városfejlesztési osztály         | Parks and Recreation                     | Diane Lewis                      | visszatérő szereplő (10 epizód)                                                          |
| 2013      | A tó tükre                       | Top of the Lake                          | Caroline Platt                   | 2 epizód                                                                                 |
| 2014–2015 | A S.H.I.E.L.D. ügynökei          | Agents of S.H.I.E.L.D.                   | Isabelle Hartley                 | - 2 epizód - magyar hangja: - Kocsis Mariann                                             |
| 2014      |                                  | The Code                                 | Alex Wisham                      | visszatérő szereplő (1. évad)                                                            |
| 2014      | Kalandra fel!                    | Adventure Time                           | Tarsal tábornok (hangja)         | 1 epizód                                                                                 |
| 2015–2017 | Salem                            | Salem                                    | Marburg bárónő                   | - visszatérő szereplő (15 epizód) - magyar hangja: - Tóth Enikő                          |
| 2015–2018 | Ash vs Evil Dead                 | Ash vs. Evil Dead                        | Ruby Knowby                      | - főszereplő - magyar hangja: - Spilák Klára                                             |
| 2016      | Tini Nindzsa Teknőcök            | Teenage Mutant Ninja Turtles             | Hiidrala (hangja)                | 1 epizód                                                                                 |
| 2017      |                                  | The Changeover                           | Miryam Carlisle                  | tévéfilm                                                                                 |
| 2018      | Szakértő szakítók                | The Breaker Upperers                     | ügyfél                           | tévéfilm                                                                                 |
| 2019–     | Élete a halál                    | My Life Is Murder                        | Alexa Crowe                      | - főszereplő - magyar hangja:[forrás?] - Peller Anna                                     |
| 2020      | Star Wars: Ellenállás            | Star Wars Resistance                     | Aeosian királynő (hangja)        | 2 epizód                                                                                 |
| 2020      | Green család a nagyvárosban      | Big City Greens                          | Mimi O'Malley (hangja)           | 1 epizód                                                                                 |
| 2020      |                                  | Toke                                     | Duke                             | tévéfilm                                                                                 |
| 2021      | Mr. Corman                       | Mr. Corman                               | Cheryl                           | 1 epizód                                                                                 |

## Fontosabb díjak és jelölések
- 1997: Szaturnusz-díj – legjobb televíziós színésznő (Xena: A harcos hercegnő) – jelölés
- 2010: Szaturnusz-díj – Legjobb televíziós női mellékszereplő (Spartacus: Vér és homok) – megnyert díj
- 2010: Monte-Carlo Televíziós Fesztivál - legjobb színésznő (dráma) (Spartacus: Vér és homok) – jelölés